# Paštunistán
Paštunistán (paštunsky پښتونستان‎) je idea nezávislého státu mezi Pákistánem a Afghánistánem, který by byl obýván Paštuny.
Paštunské kmeny dlouhou dobu obývaly území v dnešním severozápadním Pákistánu (zejména dnešní Severozápadní pohraniční provincii) a východním Afghánistánu. V průběhu 19. století se začalo do těchto oblastí rozšiřovat Britské impérium (resp. Britská Indie), které vedlo vojensko-diplomatický boj s Ruským impériem, jež vešel ve známost jako tzv. velká hra. Výsledkem dlouholetých jednání a pohraničních sporů mezi Britským impériem a Afghánistánem bylo v roce 1893 stanovení Durandovy linie, která vytyčila hranici mezi Afghánistánem a Britskou Indií. Stanovená hranice však rozdělila na dvě části území obývané Paštuny – Paštunistán. Po osamostatnění Indie od koloniální nadvlády se východní část Paštunistánu stala součástí Pákistánu.
V současné době je pojem Paštunistán používán i pro prosté označení území, jež obývají Paštuni.